# Deborah Capozzi
Deborah Capozzi –conocida como Debbie Capozzi– (Smithtown, 9 de julio de 1981) es una deportista estadounidense que compitió en vela en las clases Yngling y Elliott 6m.
Ganó tres medallas en el Campeonato Mundial de Yngling entre los años 2005 y 2007, y dos medallas en el Campeonato Mundial de Elliott 6m, oro en 2011 y plata en 2012.
Participó en dos Juegos Olímpicos de Verano, ocupando el séptimo lugar en Pekín 2008, (Yngling) y el quinto en Londres 2012 (Elliott 6m).

## Palmarés internacional
| Campeonato Mundial | Campeonato Mundial    | Campeonato Mundial | Campeonato Mundial |
| Año                | Lugar                 | Medalla            | Clase              |
| ------------------ | --------------------- | ------------------ | ------------------ |
| 2005               | Mondsee (Austria)     | Medalla de oro     | Yngling            |
| 2006               | La Rochelle (Francia) | Medalla de bronce  | Yngling            |
| 2007               | Cascaes (Portugal)    | Medalla de plata   | Yngling            |

| Campeonato Mundial | Campeonato Mundial  | Campeonato Mundial | Campeonato Mundial |
| Año                | Lugar               | Medalla            | Clase              |
| ------------------ | ------------------- | ------------------ | ------------------ |
| 2011               | Perth (Australia)   | Medalla de oro     | Elliott 6m         |
| 2012               | Gotemburgo (Suecia) | Medalla de plata   | Elliott 6m         |